# Super High Roller Series Europe

Logo der Super High Roller Series

Die Super High Roller Series Europe ist eine Pokerturnierserie, die seit 2021 einmal jährlich im Merit Royal Hotel & Casino im nordzyprischen Kyrenia ausgespielt wird. Die gespielten Turniere haben Buy-ins von mindestens 25.000 US-Dollar und werden von Poker Central veranstaltet. Das Highlight der Serie ist jeweils der Super High Roller Bowl mit einem Buy-in von 250.000 US-Dollar.

## Struktur
Bei den Turnieren wird vorrangig die Variante Texas Hold’em gespielt, wobei zwischen No Limit Hold’em und No Limit Hold’em Short Deck variiert wird. 2022 stand auch erstmals Pot Limit Omaha auf dem Turnierplan. Das Highlight der Serie ist der Super High Roller Bowl Europe mit einem Buy-in von 250.000 US-Dollar. Aufgrund der Buy-ins von mindestens 25.000 US-Dollar sind bei den Turnieren lediglich die weltbesten Pokerspieler sowie reiche Geschäftsmänner anzutreffen. Die Turnierserie ist jeweils Teil der PokerGO Tour, zu der zahlreiche über das Kalenderjahr gespielte hochdotierte Events zählen. Die meisten Finaltische dieser Tour, u. a. alle der Super High Roller Series Europe, werden auf der Streaming-Plattform PokerGO gezeigt, auf der ein kostenpflichtiges Abonnement nötig ist.

## Bisherige Austragungen
| # | Jahr | Turniere | Erfolgreichster Spieler | Erfolgreichster Spieler | Erfolgreichster Spieler | Erfolgreichster Spieler | Erfolgreichster Spieler |
| # | Jahr | Turniere | Spieler                 | Herkunft                | Preisgeld (in $)        | Cashes                  | Siege                   |
| - | ---- | -------- | ----------------------- | ----------------------- | ----------------------- | ----------------------- | ----------------------- |
| 1 | 2021 | 10       | Selahaddin Bedir        | Turkei                  | 1.581.500               | 3                       | 1                       |
| 2 | 2022 | 11       | Daniel Dvoress          | Kanada                  | 1.391.000               | 4                       | 1                       |